# Turnen op de Olympische Zomerspelen 1952
Turnen is een van de sporten die beoefend werden tijdens de Olympische Zomerspelen 1952 in Helsinki.

## Heren

### team
| rang   | sporter(s) | land | punten |
| ------ | --- | ---- | ------ |
| Goud   | Viktor Tsjoekarin Grant Sjaginjan Valentin Moeratov Jevgeni Korolkov Vladimir Beljakov Josif Berdijev Michail Perelman Dmitri Leonkin | URS  | 574.35 |
| Zilver | Josef Stalder Hans Eugster Jean Tschabold Jack Günthard Melchior Thalmann Ernst Gebendinger Hans Schwarzentruber Ernst Fivian         | SUI  | 567.50 |
| Brons  | Onni Lappalainen Berndt Lindfors Paavo Aaltonen Kaino Lempinen Heikki Savolainen Kalevi Laitinen Kalevi Viskari Olavi Rove            | FIN  | 564.20 |
| 4      | Helmut Bantz Adalbert Dickhut Theo Wied Alfred Schwarzmann Hans Pfann Erich Wied Friedel Overwien Jakob Kiefer                        | GER  | 561.20 |
| 5      | Takashi Ono Tadao Uesako Masao Takemoto Akitomo Kaneko Tetsumi Nabeya                                                                 | JPN  | 556.90 |
| 6      | Lajos Sántha Ferenc Pataki József Fekete Károly Kocsis Ferenc Kemény Sándor Réthy Lajos Tóth János Mogyorósy Klencs                   | HUN  | 555.80 |
| 7      | Ferdinand Daniš Zdeněk Růžička Josef Svoboda Leo Sotorník Josef Škvor Jindřich Mikulec Vladimir Kejř Miloš Kolejka                    | TCH  | 555.55 |
| 8      | Edward Scrobe Robert Stout William Roetzheim Donald Holder John Beckner Charles Simms Walter Blattmann Vincent D'Autorio              | USA  | 543.15 |

### individuele meerkamp
| rang   | sporter(s)        | land | punten |
| ------ | ----------------- | ---- | ------ |
| Goud   | Viktor Tsjoekarin | URS  | 115.70 |
| Zilver | Grant Sjaginjan   | URS  | 114.95 |
| Brons  | Josef Stalder     | SUI  | 114.75 |
| 4      | Valentin Moeratov | URS  | 113.65 |
| 5      | Hans Eugster      | SUI  | 113.40 |
| 6      | Jevgeni Korolkov  | URS  | 113.35 |
| 6      | Vladimir Beljakov | URS  | 113.35 |
| 8      | Jean Tschabold    | SUI  | 113.30 |

### vloer
| rang   | sporter(s)        | land | punten |
| ------ | ----------------- | ---- | ------ |
| Goud   | William Thoresson | SWE  | 19.25  |
| Zilver | Jerzy Jokiel      | POL  | 19.15  |
| Zilver | Tadao Uesako      | JPN  | 19.15  |
| 4      | Takashi Ono       | JPN  | 19.05  |
| 5      | Onni Lappalainen  | FIN  | 19.00  |
| 6      | Kalevi Laitinen   | FIN  | 18.95  |
| 6      | Anders Lindh      | SWE  | 18.95  |
| 8      | Ferdinand Daniš   | TCH  | 18.90  |
| 8      | Grant Sjaginjan   | URS  | 18.90  |
| 8      | Robert Stout      | USA  | 18.90  |

### paard voltige
| rang   | sporter(s)        | land | punten |
| ------ | ----------------- | ---- | ------ |
| Goud   | Viktor Tsjoekarin | URS  | 19.50  |
| Zilver | Jevgeni Korolkov  | URS  | 19.40  |
| Zilver | Grant Sjaginjan   | URS  | 19.40  |
| 4      | Michail Perelman  | URS  | 19.30  |
| 5      | Josef Stalder     | SUI  | 19.20  |
| 6      | Hans Sauter       | AUT  | 19.15  |
| 7      | Vladimir Beljakov | URS  | 19.10  |
| 8      | Jean Tschabold    | SUI  | 19.05  |
| 8      | Heikki Savolainen | FIN  | 19.05  |

### ringen
| rang   | sporter(s)        | land | punten |
| ------ | ----------------- | ---- | ------ |
| Goud   | Grant Sjaginjan   | URS  | 19.75  |
| Zilver | Viktor Tsjoekarin | URS  | 19.55  |
| Brons  | Hans Eugster      | SUI  | 19.40  |
| Brons  | Dmitri Leonkin    | URS  | 19.40  |
| 5      | Valentin Moeratov | URS  | 19.35  |
| 6      | Masao Takemoto    | JPN  | 19.20  |
| 7      | Attia Ali Zaky    | EGY  | 19.15  |
| 7      | Ferenc Kemény     | HUN  | 19.15  |
| 7      | Jevgeni Korolkov  | URS  | 19.15  |
| 7      | Berndt Lindfors   | FIN  | 19.15  |

### sprong
| rang   | sporter(s)        | land | punten |
| ------ | ----------------- | ---- | ------ |
| Goud   | Viktor Tsjoekarin | URS  | 19.20  |
| Zilver | Masao Takemoto    | JPN  | 19.15  |
| Brons  | Takashi Ono       | JPN  | 19.10  |
| Brons  | Tadao Uesako      | JPN  | 19.10  |
| 5      | Hans Eugster      | SUI  | 18.95  |
| 5      | Theo Wied         | GER  | 18.95  |
| 7      | Josif Berdijev    | URS  | 18.90  |
| 7      | Ernst Fivian      | SUI  | 18.90  |

### brug
| rang   | sporter(s)        | land | punten |
| ------ | ----------------- | ---- | ------ |
| Goud   | Hans Eugster      | SUI  | 19.65  |
| Zilver | Viktor Tsjoekarin | URS  | 19.60  |
| Brons  | Josef Stalder     | SUI  | 19.50  |
| 4      | Grant Sjaginjan   | URS  | 19.35  |
| 5      | Ferdinand Daniš   | TCH  | 19.30  |
| 5      | Jevgeni Korolkov  | URS  | 19.30  |
| 5      | Jean Tschabold    | SUI  | 19.30  |
| 8      | Vladimir Beljakov | URS  | 19.25  |
| 8      | Valentin Moeratov | URS  | 19.25  |

### rekstok
| rang   | sporter(s)         | land | punten |
| ------ | ------------------ | ---- | ------ |
| Goud   | Jack Günthard      | SUI  | 19.55  |
| Zilver | Alfred Schwarzmann | GER  | 19.50  |
| Zilver | Josef Stalder      | SUI  | 19.50  |
| 4      | Heikki Savolainen  | FIN  | 19.45  |
| 5      | Viktor Tsjoekarin  | URS  | 19.40  |
| 6      | Jean Tschabold     | SUI  | 19.35  |
| 7      | Helmut Bantz       | GER  | 19.25  |
| 7      | Melchior Thalmann  | SUI  | 19.25  |

## Dames

### team
| rang   | sporter(s) | land | punten |
| ------ | --- | ---- | ------ |
| Goud   | Maria Gorokhovskaja Nina Botsjarova Galina Minaitsjeva Galina Oerbanovitsj Pelageja Danilova Galina Sjamrai Medeja Dzjoegeli Jekaterina Kalintsjoek | URS  | 527.03 |
| Zilver | Margit Korondi Ágnes Keleti Edit Perényiné-Vásárhelyi Olga Tass Erzsébet Gulyás-Köteles Mária Zalainé Kövi Andrea Bodó Irén Daruháziné-Karcsics     | HUN  | 520.96 |
| Brons  | Eva Věchtová Alena Chadimová Jana Rabasová Božena Srncová Hana Bobková Matylda Šínová Věra Vančurová Alena Reichová                                 | TCH  | 503.32 |
| 4      | Karin Lindberg Gun Röring Evy Berggren Göta Pettersson Ann-Sofi Colling Ingrid Sandahl Hjördis Nordin Vanja Blomberg                                | SWE  | 501.83 |
| 5      | Irma Walther Hanna Grages Elisabeth Ostermeier Wolfgard Voss Inge Sedlmaier Lydia Zeitlhofer Brigitte Kiesler Hilde Koop                            | GER  | 495.20 |
| 6      | Lidia Pitteri Miranda Cicognani Licia Macchini Liliana Scaricabarozzi Grazia Bozzo Luciana Reali Elisabetta Durelli Renata Bianchi                  | ITA  | 494.74 |
| 7      | Tsvetana Stantsjeva Ivanka Doldzjeva Saltirka Toerpova Vasilka Stantsjeva Raina Grigorova Jordanka Jovkova Stojanka Angelova Penka Prisadatsjka     | BUL  | 493.77 |
| 8      | Stefania Świerzy Stefania Reindl Helena Rakoczy Zofia Kowalczyk Honorata Marcińczak Barbara Wilk Dorota Horzonek Urszula Lukomska                   | POL  | 483.72 |

### individuele meerkamp
| rang   | sporter(s)          | land | punten |
| ------ | ------------------- | ---- | ------ |
| Goud   | Maria Gorokhovskaja | URS  | 76.78  |
| Zilver | Nina Botsjarova     | URS  | 75.94  |
| Brons  | Margit Korondi      | HUN  | 75.82  |
| 4      | Galina Minaitsjeva  | URS  | 75.67  |
| 5      | Galina Oerbanovitsj | URS  | 75.64  |
| 6      | Ágnes Keleti        | HUN  | 75.58  |
| 7      | Pelageja Danilova   | URS  | 75.03  |
| 8      | Galina Sjamrai      | URS  | 74.97  |

### sprong
| rang   | sporter(s)             | land | punten |
| ------ | ---------------------- | ---- | ------ |
| Goud   | Jekaterina Kalintsjoek | URS  | 19.20  |
| Zilver | Maria Gorokhovskaja    | URS  | 19.19  |
| Brons  | Galina Minaitsjeva     | URS  | 19.16  |
| 4      | Medeja Dzjoegeli       | URS  | 19.13  |
| 5      | Galina Oerbanovitsj    | URS  | 19.10  |
| 6      | Nina Botsjarova        | URS  | 19.03  |
| 7      | Karin Lindberg         | SWE  | 18.79  |
| 7      | Helena Rakoczy         | POL  | 18.79  |

### brug met ongelijke leggers
| rang   | sporter(s)                | land | punten |
| ------ | ------------------------- | ---- | ------ |
| Goud   | Margit Korondi            | HUN  | 19.40  |
| Zilver | Maria Gorokhovskaja       | URS  | 19.26  |
| Brons  | Ágnes Keleti              | HUN  | 19.16  |
| 4      | Nina Botsjarova           | URS  | 18.99  |
| 4      | Pelageja Danilova         | URS  | 18.99  |
| 6      | Edit Perényiné-Vásárhelyi | HUN  | 18.96  |
| 7      | Galina Sjamrai            | URS  | 18.93  |
| 8      | Galina Minaitsjeva        | URS  | 18.89  |

### evenwichtsbalk
| rang   | sporter(s)          | land | punten |
| ------ | ------------------- | ---- | ------ |
| Goud   | Nina Botsjarova     | URS  | 19.22  |
| Zilver | Maria Gorokhovskaja | URS  | 19.13  |
| Brons  | Margit Korondi      | HUN  | 19.02  |
| 4      | Ágnes Keleti        | HUN  | 18.96  |
| 5      | Galina Oerbanovitsj | URS  | 18.93  |
| 6      | Tsvetana Stantsjeva | BUL  | 18.86  |
| 6      | Olga Tass           | HUN  | 18.86  |
| 8      | Galina Sjamrai      | URS  | 18.79  |

### vloer
| rang   | sporter(s)              | land | punten |
| ------ | ----------------------- | ---- | ------ |
| Goud   | Ágnes Keleti            | HUN  | 19.36  |
| Zilver | Maria Gorokhovskaja     | URS  | 19.20  |
| Brons  | Margit Korondi          | HUN  | 19.00  |
| 4      | Erzsébet Gulyás-Köteles | HUN  | 18.99  |
| 4      | Galina Oerbanovitsj     | URS  | 18.99  |
| 6      | Galina Minaitsjeva      | URS  | 18.96  |
| 7      | Olga Tass               | HUN  | 18.89  |
| 8      | Galina Sjamrai          | URS  | 18.86  |

### team, draagbaar gereedschap
| rang   | sporter(s) | land | punten |
| ------ | --- | ---- | ------ |
| Goud   | Karin Lindberg Gun Röring Evy Berggren Göta Pettersson Ann-Sofi Colling Ingrid Sandahl Hjördis Nordin Vanja Blomberg                                | SWE  | 74.20  |
| Zilver | Maria Gorokhovskaja Nina Botsjarova Galina Minaitsjeva Galina Oerbanovitsj Pelageja Danilova Galina Sjamrai Medeja Dzjoegeli Jekaterina Kalintsjoek | URS  | 73.00  |
| Brons  | Margit Korondi Ágnes Keleti Edit Perényiné-Vásárhelyi Olga Tass Erzsébet Gulyás-Köteles Mária Zalainé Kövi Andrea Bodó Irén Daruháziné-Karcsics     | HUN  | 71.60  |
| 4      | Irma Walther Hanna Grages Elisabeth Ostermeier Wolfgard Voss Inge Sedlmaier Lydia Zeitlhofer Brigitte Kiesler Hilde Koop                            | GER  | 71.20  |
| 5      | Raili Tuominen Vappu Salonen Arja Lehtinen Raili Hoviniemi Pirkko Vilppunen Maila Nisula Pirkko Pyykönen Raija Simola                               | FIN  | 70.60  |
| 6      | Eva Věchtová Alena Chadimová Jana Rabasová Božena Srncová Hana Bobková Matylda Šínová Věra Vančurová Alena Reichová                                 | TCH  | 70.00  |
| 6      | Lenie Gerrietsen Huiberdina Krul-van der Nolk van Gogh Johanna Cox-Ladru Catharina Selbach Jacoba van Kampen Annie Ros Bertha Selbach Nanny Simon   | NED  | 70.00  |
| 8      | Sonja Rozman Tanja Žutić Anka Drinić Nada Spasić Milica Rožman Ada Smolnikar Mara Ivandekić Tereza Kočiš                                            | YUG  | 69.20  |

## Medaillespiegel
| rang   | land              | goud | zilver | brons | totaal |
| ------ | ----------------- | ---- | ------ | ----- | ------ |
| 1      | Sovjet-Unie       | 9    | 11     | 2     | 22     |
| 2      | Zwitserland       | 2    | 2      | 3     | 7      |
| 3      | Hongarije         | 2    | 1      | 5     | 8      |
| 4      | Zweden            | 2    | 0      | 0     | 2      |
| 5      | Japan             | 0    | 2      | 2     | 4      |
| 6      | Duitsland         | 0    | 1      | 0     | 1      |
| 6      | Polen             | 0    | 1      | 0     | 1      |
| 8      | Finland           | 0    | 0      | 1     | 1      |
| 8      | Tsjecho-Slowakije | 0    | 0      | 1     | 1      |
| totaal | totaal            | 15   | 18     | 14    | 47     |